# Monofur
Monofur est une police de caractères à chasse fixe (tous les caractères ont exactement la même largeur) dérivée de eurofurence.
Elle utilise de base les chiffres elzéviriens.

Chiffres elzéviriens en monofur.